# یاکینجا
یاکینجا (به ترکی استانبولی: Yakınca) شهری است در کشور ترکیه که در استان ملطیه واقع شده‌است. جمعیت این شهر بر اساس سرشماری سال ۲۰۰۸ میلادی ۹٬۳۷۸ نفر و بر اساس برآوردهای سال ۲۰۰۹ میلادی ۸٬۷۵۱ نفر می‌باشد.